# گریت برویر
گریت برویر (آلمانی: Grit Breuer؛ زادهٔ ۱۶ فوریهٔ ۱۹۷۲) دونده دو ۴۰۰ متر اهل آلمان بود.
وی همچنین برندهٔ جوایزی همچون برگ بوی نقره‌ای شده‌است.